# 형이상학이란 무엇인가
⟪형이상학이란 무엇인가⟫(Einführung in die Metaphysik)는 프라이부르크 대학의 교수가 된 마르틴 하이데거의 1935년 강의 내용을 수정 및 편집해 1953년 출판한 책이다. 1927년에 나온 ⟪근거의 본질에 대해서⟫, ⟪칸트와 형이상학의 문제⟫ 등은 ⟪존재와 시간⟫의 존재의 의미에 대한 물음이라는 근본적인 입장을 다시 문제로 삼았고 약간의 새로운 발전을 보이고 있다. 특히 ⟪형이상학이란 무엇인가⟫와 ⟪근거의 본질에 대해서⟫는 1928년 거의 동시에 성립한 것으로 전자는 '무(無)', 후자는 존재하는 것과 존재와의 '존재론적인 차별'을 각기 주제로 하고 있다.

## 상세
존재하는 것과 존재는 다르다. 그리고 이 강연에서는 존재하는 것과는 명백히 다른 '무'가 주제이다. 존재하는 것의 전체를 묻고, 그것을 신이나 세계의 근거 등 존재하는 것에로 초월해 가는 것이 지금까지의 형이상학이었다. 그러나 존재하는 것 전체가 문제가 되는 것은 우리를 엄습하는 불안이라는 근본적인 정신 상태에 있어서이다. 우리들 자신을 포함해서 존재하는 것 전체가 빠져들어가는 불안에 있어서 우리는 전적인 무력을 경험하고, 불안에서 깨어나서야 비로소 존재하는 것이 전체로서 존재하고 무가 아님을 깨닫는다. 불안을 통해서 무가 현존재에 있어서 경험된다. 현존재란 무의 장소를 유지하는 자를 말하며, 무 가운데로 내밀어진 것을 말한다. 무 가운데로 내밀어진 현존재가 불안에 있어서 출현한다는 것이야말로 존재하는 말을 전체로서 초월한다는 것이다. 존재하는 것이 개시(開示)되는 것은 무가 있기 때문이다. 이것은 종래의 형이상학을 넘어선 결론이며 이윽고 형이상학의 극복이라는 사상으로 전개되어 간다.